# Tsunematsu Tomonori
Tomonori Tsunematsu (sinh ngày 16 tháng 7 năm 1976) là một cầu thủ bóng đá người Nhật Bản.

## Sự nghiệp câu lạc bộ
Tomonori Tsunematsu đã từng chơi cho Albirex Niigata.